# Les Tourbillons hostiles
Pour plus de détails, voir Fiche technique et Distribution.
Les Tourbillons hostiles (Вихри враждебные) est un film biographique et politique soviétique réalisé par Mikhaïl Kalatozov et sorti en 1956. 
Tourné en 1953, le film est remonté en 1956 dans le cadre de la déstalinisation. Il dresse le portrait du rôle du fondateur de la Tchéka, Félix Dzerjinski, pendant la guerre civile russe de 1918 à 1921. Dans le nouveau montage, toutes les scènes dans lesquelles Mikheil Gelovani jouait Joseph Staline sont absentes. Le titre fait référence à la chanson de guerre russe d'origine polonaise La Varsovienne (« Des tourbillons d'hostilité soufflent sur nous.... »).

## Synopsis
Pendant l'été 1918, le chef de la Tchéka, Félix Dzerjinski, dirige une opération contre le coup d'État des socialistes-révolutionnaires, soutenus par des forces étrangères comme la Grande-Bretagne, les États-Unis, la Turquie et le Japon. L'agent allemand Schröder joue un rôle clé dans le putsch. La police politique parvient à empêcher le coup d'État.
Au printemps 1921, la guerre civile est terminée et Dzerjinski, à la tête du Conseil suprême de l'économie nationale, reconstruit l'industrie et les transports du pays. Il s'occupe en outre des jeunes en déshérence. Le jour de son mariage, sa collaboratrice Vera est abattue dans le dos en pleine rue par un contre-révolutionnaire.

## Fiche technique
- Titre français : Les Tourbillons hostiles[1]
- Titre original : Вихри враждебные, Vikhri vrajdebnye[2]
- Réalisation : Mikhaïl Kalatozov
- Scénario : Nikolaï Pogodine
- Photographie : Mark Maguidson
- Montage : Zoïa Verevkina
- Musique : Dmitri Kabalevski
- Décors : Mikhaïl Bogdanov
- Société de production : Mosfilm
- Pays d'origine :  Union soviétique
- Langue originale : russe
- Format : couleurs - 1,37:1 - Son mono - 35 mm
- Genre : film biographique et politique
- Durée : 114 minutes
- Dates de sortie :
  - Union soviétique : 19 février 1956

## Distribution
- Vladimir Iemelianov (ru) : Félix Dzerjinski
- Mikheil Gelovani : Joseph Staline (scènes supprimées)
- Mikhaïl Kondratiev (ru) : Vladimir Ilitch Lénine
- Viktor Avdiouchko : Kovalev
- Alla Larionova (ru) : Vera Ivolguina
- Leonid Lioubachevski : Iakov Sverdlov
- Ivan Lioubeznov (ru) : Lemekh
- Vladimir Soloviov (ru)  : Mikhaïl Kalinine